# Publio Rutilio (tribuno de la plebe 136 a. C.)
Publio Rutilio (en latín, Publius Rutilius) fue un político romano del siglo II a. C.
Ocupó el tribunado de la plebe en el año 136 a. C. cuando ordenó a Cayo Hostilio Mancino abandonar el Senado puesto que había perdido su ciudadanía al ser entregado a los numantinos.